# Karmelitengeist
Karmelitengeist, auch Karmelitergeist, ist ein alkoholhaltiger Extrakt aus verschiedenen Pflanzen wie Melisse, Muskatnuss, Koriander, Zimt, Zitrone, Angelikawurzel und anderen Bestandteilen, den die Karmelitinnen der französischen Abtei St. Juste unter der Bezeichnung Eau de Carmes für Karl V. von Frankreich hergestellten. Die genaue Rezeptur wurde lange geheim gehalten. Karmelitengeist wurde innerlich  angewendet, indem man einige Tropfen gegen drohende Erkältungen sowie bei Beschwerden im Magen- und Darmbereich einnahm. Äußerlich diente er als Einreibemittel. Karmelitengeist ist der Vorläufer des heute eher geläufigen Melissengeistes.